# إثميا رصاصية
إثميا رصاصية (الاسم العلمي:Ethmia livida) هي نوع من الحشرات تتبع جنس الإثميا من فصيلة الألاشستيات.